# Alberto Chmielowski
Alberto Chmielowski, al secolo Adam Hilary Bernard Chmielowski (Igołomia, 20 agosto 1845 – Cracovia, 25 dicembre 1916), è stato un religioso polacco del Terz'Ordine francescano, fondatore delle congregazioni dei Fratelli del Terz'Ordine di San Francesco Servi dei Poveri e delle Suore Albertine. Nel 1989 è stato proclamato santo da papa Giovanni Paolo II.
La sua memoria liturgica cade il 25 dicembre.

## Biografia

### Infanzia e giovinezza
Nasce ad Igołomia, presso Miechów, il 20 agosto 1845 da Adalbert e Józefa Borzystawska come primo di quattro figli: Stanisław, Marian ed Edvige. Il padre discende da un'antica famiglia nobiliare ed è funzionario di dogana.
Quando Adam ha 8 anni (nel 1853) il genitore muore di tubercolosi; si trasferisce a Varsavia e, due anni più tardi viene mandato con una borsa di studio a Pietroburgo alla scuola dei cadetti. Dopo un anno la madre lo richiama nella capitale dove lo iscrive al ginnasio. Nel 1859 rimane orfano anche di madre e, con i fratelli, viene affidato alla zia Petronela.
Quando nel 1863 in Polonia scoppia l'insurrezione contro il potere zarista, Adam sta frequentando la Scuola Agraria di Puławy. Entusiasta si unisce agli insorti e, durante una battaglia nei pressi di Mełchów, il 30 settembre rimane gravemente ferito dallo scoppio di una bomba a mano. Viene fatto prigioniero dai russi e gli viene amputata una gamba. Due mesi dopo con l'aiuto di parenti ed amici riesce a fuggire ma deve lasciare la Polonia per rifugiarsi in Francia.

### Dalla pittura alla crisi

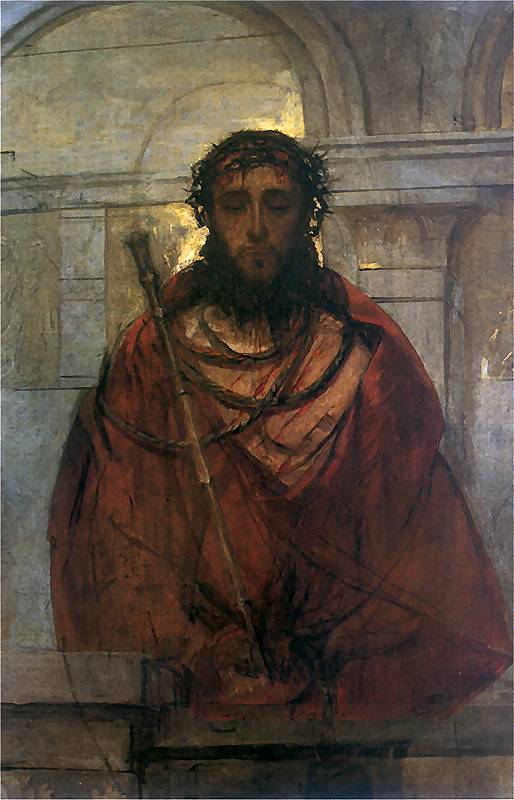
Ecce Homo,
Alberto Chmielowski, 1881

Giunto a Parigi si fa applicare una protesi alla gamba amputata e inizia a frequentare la Scuola di Belle Arti; si trasferisce quindi a Gand per frequentare la facoltà di Ingegneria, poi a Monaco di Baviera ancora all'Accademia di Belle Arti; quindi a Varsavia e ancora a Parigi. Diviene un pittore di discreta fama, ma il suo animo è sempre inquieto e non smette di cercare il senso della vita e della propria arte. Ritornato in Polonia, viene colpito dalla miserevole condizione di un gruppo di mendicanti ai quali si avvicina per portare aiuto, ma dai quali è respinto sospettosamente. Si forma la convinzione che solo facendosi povero si possa servire Dio nel povero. Nel 1880 entra nella Compagnia di Gesù come fratello laico presso il monastero di Tarnopol.
Dopo soli sei mesi precipita in una profonda crisi spirituale che sconfina nella follia, obbligandolo ad abbandonare la tonaca e a farsi ricoverare presso l'Istituto Regionale per malati di mente di Kulparków, vicino a Leopoli. Ne esce, guarito, nel 1882.

### La vita religiosa
Si stabilisce a casa del fratello dedicandosi nuovamente alla pittura e al restauro di quadri nelle piccole chiese rurali della zona. Entra in contatto con il Terz'ordine francescano e comincia a diffonderne la spiritualità. Tornato a Cracovia, si imbatte nella tragica situazione dei posti di riscaldamento, o dormitori pubblici, dove si rifugiavano i più poveri tra i poveri. Ottiene dalla municipalità la direzione di questi luoghi e si dedica entusiasticamente a risollevare la condizione dei più derelitti: percorre la città con un campanello in cerca di offerte per sostenere la sua opera. Ben presto, trascinati dal suo esempio, diversi giovani lo seguono e lo imitano in questa estrema dedizione verso gli umili.
Nel 1887 comincia a vestire il saio e diviene Fratel Alberto. Un anno dopo pronuncia i voti di terziario francescano e dà vita, con l'approvazione del cardinal Dunajewski, alla Congregazione dei Frati del Terz'Ordine di San Francesco, Servi dei Poveri.

### Le opere
La sua attività di fondatore fu instancabile nonostante la menomazione fisica. In pochi anni oltre alla congregazione maschile diede vita a quella femminile, detta delle Suore Albertine (1891), che affidò a suor Bernardina Jabłońska. Nel corso della sua vita aprì 21 case religiose con 40 frati e 120 suore. Organizzò ovunque, in Polonia, ricoveri per i più bisognosi, asili, orfanotrofi, case per anziani e malati incurabili, cucine per il popolo. La morte, a causa di un tumore allo stomaco, lo colse proprio nel ricovero per i poveri di Cracovia il giorno di Natale del 1916. Ai suoi funerali partecipò una folla immensa guidata da tutte le autorità civili e religiose.